# 猪苗代盛胤
猪苗代盛胤安土桃山時代及江戶時代前期的武將。蘆名氏的家臣。猪苗代氏13代當主。
猪苗代氏為桓武平氏・三浦氏之源流，蘆名氏的支流。成為蘆名氏重臣後，因自立傾向較強，背叛反復無常。
天正13年（1585年）父親猪苗代盛國將家督及猪苗代城讓給盛胤，但後來與父親對立，猪苗代城一度被隱居的父親奪走。同17年（1589年）爆發摺上原之戰，父親為伊達政宗一方，而盛胤為蘆名方，擔任蘆名軍的先鋒與伊達軍激戰。
戰敗後跟隨蘆名義廣前往常陸國投靠佐竹氏，後來返回故鄉猪苗代，於故鄉去世，享年77歲。